# پاتین
پاتین (به لاتین: Pathein) یک شهر در میانمار است مرکز ناحیه آیه‌یاروادی می‌باشد

## خصوصیات
پاتین ۳۱۵٬۶۰۰ نفر جمعیت دارد.